# Eurasia : À la conquête de l'Orient
Eurasia : À la conquête de l'Orient est une série documentaire de 8 épisodes réalisée par Patrick Cabouat. Une coproduction de France 5, NHK et Point du jour, la série relate l'histoire des diverses civilisations d'Asie centrale. Elle fut diffusée pour la première fois entre les mois de avril et décembre 2003 sur la NHK sous le titre de Bunmei no Michi (文明の道, littéralement « La Route de la civilisation »),, puis fut ensuite diffusée en France en 2004 sur France 5.

## Synopsis
De nouvelles découvertes et études ont montré que l'Asie centrale, une région située au centre de l'Eurasie, a joué un rôle important en tant que « berceau de la civilisation ». Les civilisations amenées sur le vaste continent eurasien par la conquête et le commerce ont continué à se heurter et à fusionner, s'affectant les unes les autres et développant de nouvelles civilisations. Les effets spéciaux numériques sont utilisés pour recréer les scènes historiques d'Aï Khanoum, de Babylone, de Bagdad, de Persépolis, de Rome, etcétéra, représentant l'ascension et la chute d'une civilisation dynamique qui s'est déroulée sur 2 000 ans.

## Épisodes
| # | Titre                                | Titre japonais                              | Réalisateur                                                                        | Première diffusion | Chaîne TV |
| - | ------------------------------------ | ------------------------------------------- | ---------------------------------------------------------------------------------- | ------------------ | --------- |
| 1 | Alexandre le Grand                   | アレクサンドロス大王 ペルシャ帝国への挑戦   | Patrick Cabouat, Atsushi Ogaki, Atsushi Murayama, Satoru Nagai, Masakazu Taniguchi | 20 avril 2003      | NHK       |
| 2 | L'Alexandrie oubliée                 | アレクサンドロスの遺産 最果てのギリシャ都市 | Patrick Cabouat, Noriaki Hashimoto, Atsushi Murayama                               | 18 mai 2003        | NHK       |
| 3 | Gandhara, l'envol du bouddhisme      | ガンダーラ・仏教飛翔の地                    | Patrick Cabouat, Kazuko Oka                                                        | 15 juin 2003       | NHK       |
| 4 | Des Romains au cœur de la Chine      | 地中海帝国ローマ・東方への夢                | Patrick Cabouat, Atsushi Ogaki                                                     | 20 juillet 2003    | NHK       |
| 5 | Les Maîtres des caravanes            | シルクロードの謎 隊商の民ソグド             | Patrick Cabouat, Noriaki Hashimoto                                                 | 14 septembre 2003  | NHK       |
| 6 | Bagdad, an 1000                      | バグダッド 大いなる知恵の都                 | Patrick Cabouat, Kaoru Kawada, Atsushi Murayama                                    | 12 octobre 2003    | NHK       |
| 7 | Jérusalem 1227 : la paix excommuniée | エルサレム 和平･若き皇帝の決断              | Patrick Cabouat, Kazuko Oka                                                        | 16 novembre 2003   | NHK       |
| 8 | Le Rêve mongol                       | クビライの夢 ユーラシア帝国の完成           | Patrick Cabouat, Masakazu Taniguchi                                                | 14 décembre 2003   | NHK       |

## DVD
La série est sortie sur DVD par TF1 Vidéo en 2004. Une nouvelle édition intitulée Eurasia : Orient et Occident, 2 500 ans d'histoire et de conquêtes est sortie en 2006. Le coffret DVD japonais est sorti en 2004, par NHK software.

## Adaptation
La série a été adaptée en deux bandes dessinées et une série de livres composée de cinq volumes, éditées entre 2003 et 2004 par NHK Publishing (ja).
Bandes dessinées
- 文明の道1：アレクサンドロス 〜世界帝国への夢〜 (« Alexandre : le rêve de l'empire mondial »)
- 文明の道2：クビライ 〜世界帝国の完成〜 (« Kubilai : l'achèvement de l'empire mondial »)

Série de livres
- 文明の道1：アレクサンドロスの時代 (« L'Ère d'Alexandre le Grand »)
- 文明の道2：ヘレニズムと仏教 (« Hellénisme et bouddhisme »)
- 文明の道3：海と陸のシルクロード (« La route de la soie sur terre et sur mer »)
- 文明の道4：イスラムと十字軍 (« Islam et croisades »)
- 文明の道5：モンゴル帝国 (« Empire mongol »)